# Edificios religiosos de Soria
La ciudad de Soria (España) se ha caracterizado durante toda su historia por la cantidad de edificios religiosos que salpicaron sus calles y aunque la mayoría han desaparecido, aún se puede contemplar un amplio catálogo de ejemplares románicos, renacentistas y barrocos.

## Fundaciones Medievales

### El censo de Alfonso X y las 35 parroquias
A comienzos del siglo XII, el rey Alfonso I el Batallador conquistó Soria definitivamente a los musulmanes y la repobló. Componían su estructura urbana una serie de pequeños barrios o collaciones que tenían por núcleo aglutinante una parroquia. Según se desprende del censo poblacional de 1270 elaborado por Alfonso X la ciudad llegó a contar hasta con 35 collaciones. Cada una de estas disponía de su propio templo cuya grandeza estaría en función del poder económico de las familias que la formaban. Se conocen las advocaciones de aquellas iglesias románicas parroquiales y su ubicación en la ciudad, muchas de ellas relacionadas con los lugares de procedencia de los repobladores que las levantaron, pero la mayoría han desaparecido.
| Denominación en el censo   | Denominación original               | Denominación actual                                       | Actualidad                                                     | Localización                                     |
| -------------------------- | ----------------------------------- | --------------------------------------------------------- | -------------------------------------------------------------- | ------------------------------------------------ |
| Sant Gil                   | San Gil                             | Santa María la Mayor (siglo XVI)                          | Se conserva                                                    | Plaza Mayor                                      |
| Sant Nicolas               | San Nicolás                         | San Nicolás                                               | Ruina consolidada                                              | Calle Real                                       |
| Santa Maria de la Puent    | Santa María de la Puente            | Nuestra Señora de Gracia (Convento de San Agustín) (1522) | Demolida en 1814. En ruinas                                    | Calle de San Agustín (junto al Puente de Piedra) |
| Sant Estevan               | San Esteban                         | San Esteban                                               | Desaparecida en 1804                                           | Plaza de San Esteban                             |
| Sant Loreynt               | San Llorente o San Lorenzo          | San Lorenzo o San Llorente                                | Desaparecida en el siglo XVIII                                 | Calle de San Lorenzo                             |
| Santa Cruz                 | Santa Cruz                          | Santa Cruz                                                | Desaparecida en el siglo XIX                                   | Calle de la Santa Cruz                           |
| Santo Thome                | Santo Tomé                          | Santo Domingo                                             | Se conserva                                                    | Calle Santo Tomé                                 |
| Santi Yague                | Santiago                            | Santiago                                                  | Desaparecida a finales del siglo XVI                           | Paseo de Santiago                                |
| Sant Migahel de Cobreias   | San Miguel de Cabrejas              | San Miguel de Cabrejas                                    | Restos integrados en una casa del siglo XIX                    | Laderas del Castillo                             |
| Sant Sadornin              | San Sadornil o San Saturnino        | San Sadornil o San Saturnino                              | Desaparecida en 1599                                           | Paseo de Valobos                                 |
| Sant Clemeynt              | San Clemente                        | San Clemente                                              | Demolida en 1953                                               | Plaza de San Clemente                            |
| Sant Martin de la Cuesta   | San Martín de la Cuesta             | San Martín de la Cuesta o San Miguel de la Cuesta         | Desaparecida en el siglo XVIII y de la que se conservan restos | Siete Curvas del Castillo                        |
| Canatanacor                | Santa María de Calatañazor          | Nuestra Señora de Calatañazor                             | Abandonada en el siglo XVIII. Desaparecida en el siglo XIX     | Calle de Nuestra Señora de Calatañazor           |
| Ravanera                   | San Juan de Rabanera                | San Juan de Rabanera                                      | Se conserva                                                    | Plaza de la Constitución                         |
| Barrio Nuevo               | Santa María de Barnuevo             | Nuestra Señora de Barnuevo                                | Demolida en 1814. Desaparecida en el siglo XIX                 | Calle de Nuestra Señora de Barnuevo              |
| Sant Viceynt               | San Vicente                         | San Vicente                                               | Desaparecida en el siglo XIV                                   | Calle de San Vicente                             |
| Sant Genes                 | San Ginés                           | San Ginés                                                 | En ruinas                                                      | Camino de San Ginés                              |
| Santa Maria del Miron      | Santa María del Mirón               | Nuestra Señora del Mirón                                  | Se conserva                                                    | Paseo del Mirón                                  |
| Monte Negro                | San Miguel de Montenegro            | San Miguel de Montenegro                                  | Desaparecida en 1600                                           | Plaza de Bernardo Robles                         |
| Sant Iuhan de los Navarros | San Juan de los Naharros            | San Juan de los Naharros                                  | Desaparecida en 1577                                           | Frente a la Iglesia de Santa Cruz                |
| El Açoch                   | Santa María del Azogue              | Nuestra Señora del Azogue                                 | Desaparecida en 1595                                           | Plaza de San Pedro (antigua plaza del Azogue)    |
| Sant Martin de Canales     | San Martín de Canales               | Nuestra Señora de la Merced (siglo XVI)                   | Se conserva                                                    | Calle hospicio                                   |
| Cinco Villas               | Santa María de las Cinco Villas     | Nuestra Señora del Carmen (1581)                          | Se conserva                                                    | Plaza del Carmen                                 |
| Sant Bartolome             | San Bartolomé                       | San Bartolomé                                             | Desaparecida en 1525                                           | Calle del Collado                                |
| Muriel                     | San Juan de Muriel                  | San Juan de Muriel                                        | Abandonada en el siglo XVI. Desaparecida en el siglo XIX       | Calle Postas                                     |
| El Poyo                    | Santa María del Poyo                | Nuestra Señora del Poyo                                   | Abandonada finales siglo XVIII. Desaparecida en el siglo XIX   | Calle de Sorovega                                |
| Santa Trinidat             | Santísima Trinidad                  | Santísima Trinidad                                        | Desaparecida en el siglo XIX                                   | Calle de la Santísima Trinidad                   |
| Sant Agostin               | San Agustín                         | San Agustín el Viejo                                      | En ruinas                                                      | Camino de San Ginés                              |
| Sant Millan                | San Millán                          | San Millán o Santa Apolonia                               | Desaparecida en el siglo XVI                                   | Calle de Santa Apolonia                          |
| Fogalobos                  | Santa María de Ahogalobos o Valobos | Nuestra Señora de Ahogalobos o Valobos                    | Desaparecida                                                   | Paseo de Valobos                                 |
| Santo Domingo              | Santo Domingo de Silos              | Santo Domingo de Silos                                    | Desaparecida en el siglo XVII                                  | Calle de Santo Domingo de Silos                  |
| Sant Savastian             | San Sebastián                       | San Sebastián                                             | Desaparecida en 1604                                           | Calle Caballeros                                 |
| Sant Matheo                | San Mateo                           | San Mateo                                                 | Desaparecida                                                   | Paseo de San Mateo                               |
| Sant Prudencio             | San Prudencio                       | San Prudencio                                             | Desaparecida en el siglo XV                                    | Calle de la Santa Cruz                           |
| Cobalieda                  | Santa María de Covaleda             | Nuestra Señora del Espino (siglo XIV)                     | Se conserva                                                    | Calle Caballeros                                 |

### Encomiendas, monasterios y conventos
A las 35 parroquias o collaciones con las que contó Soria, hay que añadir las encomiendas militares, monasterios y conventos de fundación medieval que no aparecen en el censo de Alfonso X.
| Denominación                              | Fundación                                  | Orden                                            | Actualidad                   | Localización              |
| ----------------------------------------- | ------------------------------------------ | ------------------------------------------------ | ---------------------------- | ------------------------- |
| San Pedro                                 | 1152                                       | San Agustín                                      | Se conserva                  | Calle Obispo Agustín      |
| El Salvador                               | 1110                                       | Calatrava                                        | Se conserva                  | Plaza de El Salvador      |
| San Juan de Duero                         | 1134                                       | Hospital de San Juan de Jerusalén                | Se conserva                  | Carretera de Almajano     |
| San Polo                                  | 1270                                       | Desconocido                                      | se conserva                  | Paseo de San Saturio      |
| Santa Cristina                            | 1129                                       | Hospital de Santa Cristina de Somport            | Desaparecida en el siglo XVI | Carretera de Ágreda       |
| San Lázaro                                | siglo XIII (siglo X según algunos autores) | San Lázaro de Jerusalén                          | Restos                       | Calle San Lázaro          |
| San Andrés                                | siglo XII                                  | Dependiente del Abad de San Millán de la Cogolla | Desaparecida                 | Alameda de Cervantes      |
| San Francisco                             | 1214                                       | San Francisco                                    | Se conserva                  | Calle de Nicolás Rabal    |
| Nuestra Señora del Mercado o de la Blanca | siglo XII                                  | San Benito                                       | Desaparecida en 1814         | Junto a la Plaza de Toros |
| Santa Clara                               | 1286                                       | Santa Clara                                      | Se conserva                  | Calle de Bienvenido Calvo |

### Ermitas
| Denominación antigua         | Denominación actual           | Actualidad                   | Localización            |
| ---------------------------- | ----------------------------- | ---------------------------- | ----------------------- |
| San Miguel de la Peña        | San Saturio (siglo XVII)      | Se conserva                  | Paseo de San Saturio    |
| Santiago                     | Santiago                      | Desaparecida en el siglo XVI | Carretera de Ágreda     |
| Santa Ana                    | Santa Ana                     | Desaparecida                 | Cerro Santa Ana         |
| Santa María de las Viñas     | Nuestra Señora de las Viñas   | Desaparecida                 | Falda del Castillo      |
| San Pelegrín                 | San Pelegrín                  | Desaparecida                 | Calle de San Pelegrín   |
| San Andrés                   | San Andrés o La Merced Vieja  | Desaparecida                 | Barrio de San Martín    |
| San Salvador                 | San Salvador                  | Desaparecida                 | Interior del Castillo   |
| Santa María de Pascual Yáñez | Santa María de Pascual Ibáñez | Desaparecida                 | Paraje de El Amortajado |

### Otros
| Denominación | Tipo                                                           | Actualidad   | Localización                             |
| ------------ | -------------------------------------------------------------- | ------------ | ---------------------------------------- |
| San Blas     | Lugar de reunión del Cabildo General Eclesiástico de la ciudad | Desaparecida | Junto al Palacio de los Condes de Gómara |

## Fundaciones Modernas
Durante el siglo XVI se fundan numerosos conventos, la mayoría sobre alguna de las antiguas parroquias. El Convento Nuestra Señora de la Merced en la parroquia de San Martín de Canales, el Convento Nuestra Señora del Carmen en la de Santa María de las Cinco Villas o el Convento de San Agustín en la de Santa María del Puente. Como nuevos edificios religiosos aparecen el convento de la Purísima Concepción y el colegio de la Compañía de Jesús. En este siglo también se construyen dos ermitas que aún subsisten, la del Santo Cristo del Humilladero y la de Santa Bárbara.

### Conventos
| Denominación        | Fundación | Orden             | Actualidad                               | Localización                  |
| ------------------- | --------- | ----------------- | ---------------------------------------- | ----------------------------- |
| Purísima Concepción | 1569      | Concepción        | Demolido en 1814 (se conserva su puerta) | Paseo del Espolón             |
| Santo Domingo       | 1570      | Dominicos         | Se conserva                              | Plaza de los Condes de Lérida |
| Compañía de Jesús   | 1575      | Compañía de Jesús | Se conserva                              | Calle Instituto               |

### Ermitas
| Denominación antigua         | Fundación  | Denominación actual          | Actualidad  | Localización                            |
| ---------------------------- | ---------- | ---------------------------- | ----------- | --------------------------------------- |
| Santo Cristo del Humilladero | Hacia 1552 | Nuestra Señora de la Soledad | Se conserva | Alameda de Cervantes                    |
| Santa Bárbara                | 1501       | Santa Bárbara                | Se conserva | Calle la Ermita (Eras de Santa Bárbara) |

### Otros
| Denominación                           | Tipo                       | Actualidad   | Localización               |
| -------------------------------------- | -------------------------- | ------------ | -------------------------- |
| Beaterio de San Luis                   | Beaterio para damas nobles | Desaparecida | Calle Caballeros           |
| Casa de La Doctrina                    | Colegio de niños expósitos | Desaparecida | Calle de la Doctrina       |
| Hospital de Santa Isabel               | Hospital de pobres         | Desaparecido | Calle Santo Tomé           |
| Hospital de Peregrinos de San Salvador | Hospital de peregrinos     | Desaparecido | Plaza de El Salvador       |
| Hospital de Villarreal                 | Hospicio                   | Desaparecido | Plaza Jurados de Cuadrilla |

## Fundaciones Contemporáneas

### Iglesias
| Denominación antigua       | Fundación | Denominación actual        | Actualidad                                          | Localización                  |
| -------------------------- | --------- | -------------------------- | --------------------------------------------------- | ----------------------------- |
| Iglesia de San José Obrero | 1955      | Iglesia de San José Obrero | Derribada y reconstruida a principios del siglo XXI | Plaza Marqués de San Leonardo |
| Santa Bárbara              | 1999      | Iglesia de Santa Bárbara   | En activo                                           | Calle Chancilleres            |

### Colegios
| Denominación                        | Fundación             | Orden               | Actualidad | Localización             |
| ----------------------------------- | --------------------- | ------------------- | ---------- | ------------------------ |
| Colegio del Sagrado Corazón         | 1859-1905             | Hijas de la Caridad | En activo  | Callejón de los Mirandas |
| Colegio de San José                 | 1908                  | Franciscanos        | En activo  | Plaza de Bernardo Robles |
| Colegio de Nuestra Señora del Pilar | Mediados del siglo XX | Padres Escolapios   | En activo  | Calle Frentes            |
| Colegio de Santa Teresa             | 1949                  | Madres Escolapias   | En activo  | Paseo del Espolón        |

### Otros
| Denominación                     | Fundación | Orden            | Actualidad | Localización               |
| -------------------------------- | --------- | ---------------- | ---------- | -------------------------- |
| Convento de las Siervas de Jesús | 1898      | Siervas de Jesús | En activo  | Calle San Juan de Rabanera |